# Pterostylis sanguinea
Pterostylis sanguinea är en orkidéart som beskrevs av David Lloyd Jones och Mark Alwin Clements. Pterostylis sanguinea ingår i släktet Pterostylis och familjen orkidéer. Inga underarter finns listade i Catalogue of Life.

## Bildgalleri

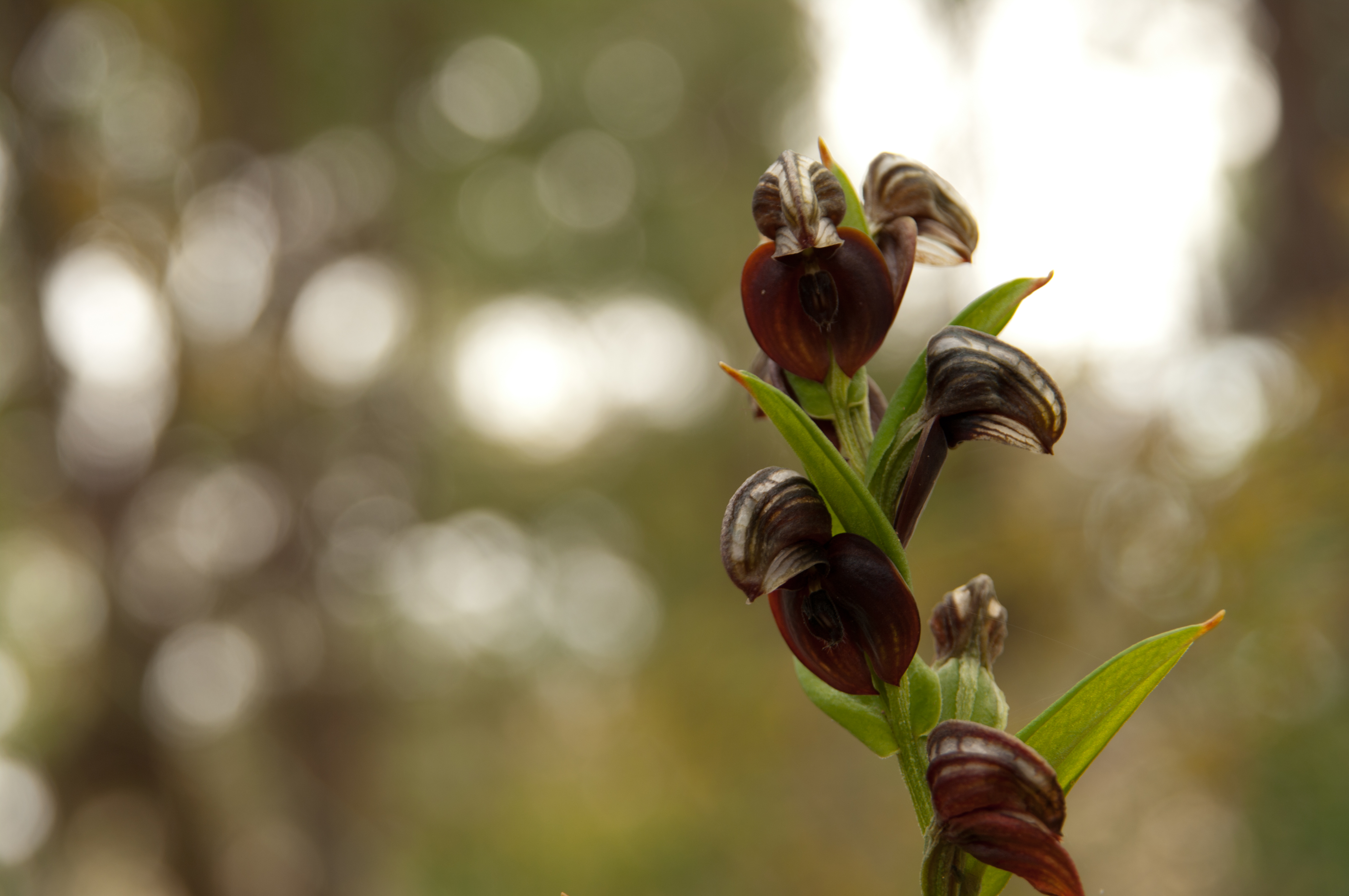
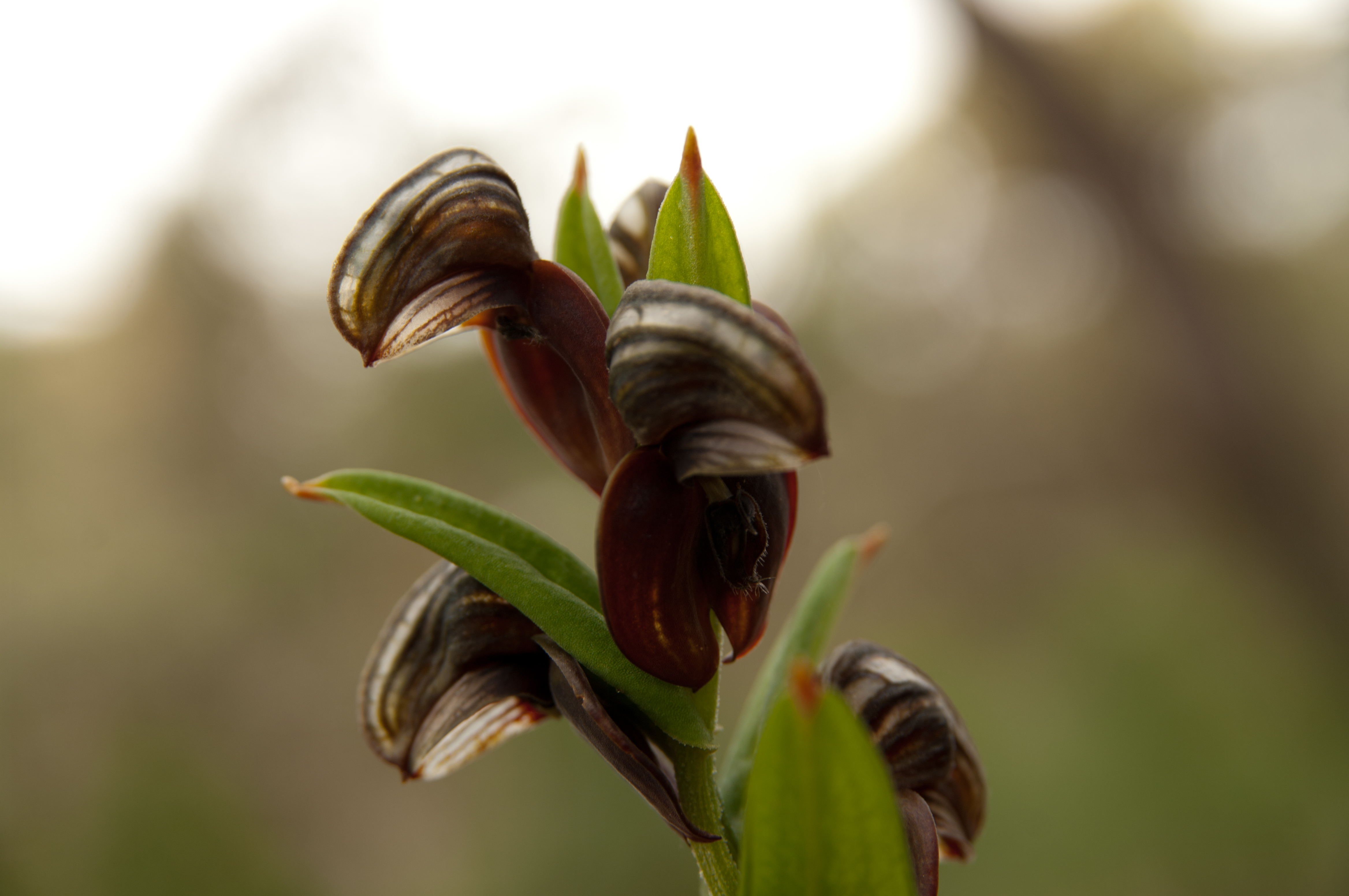
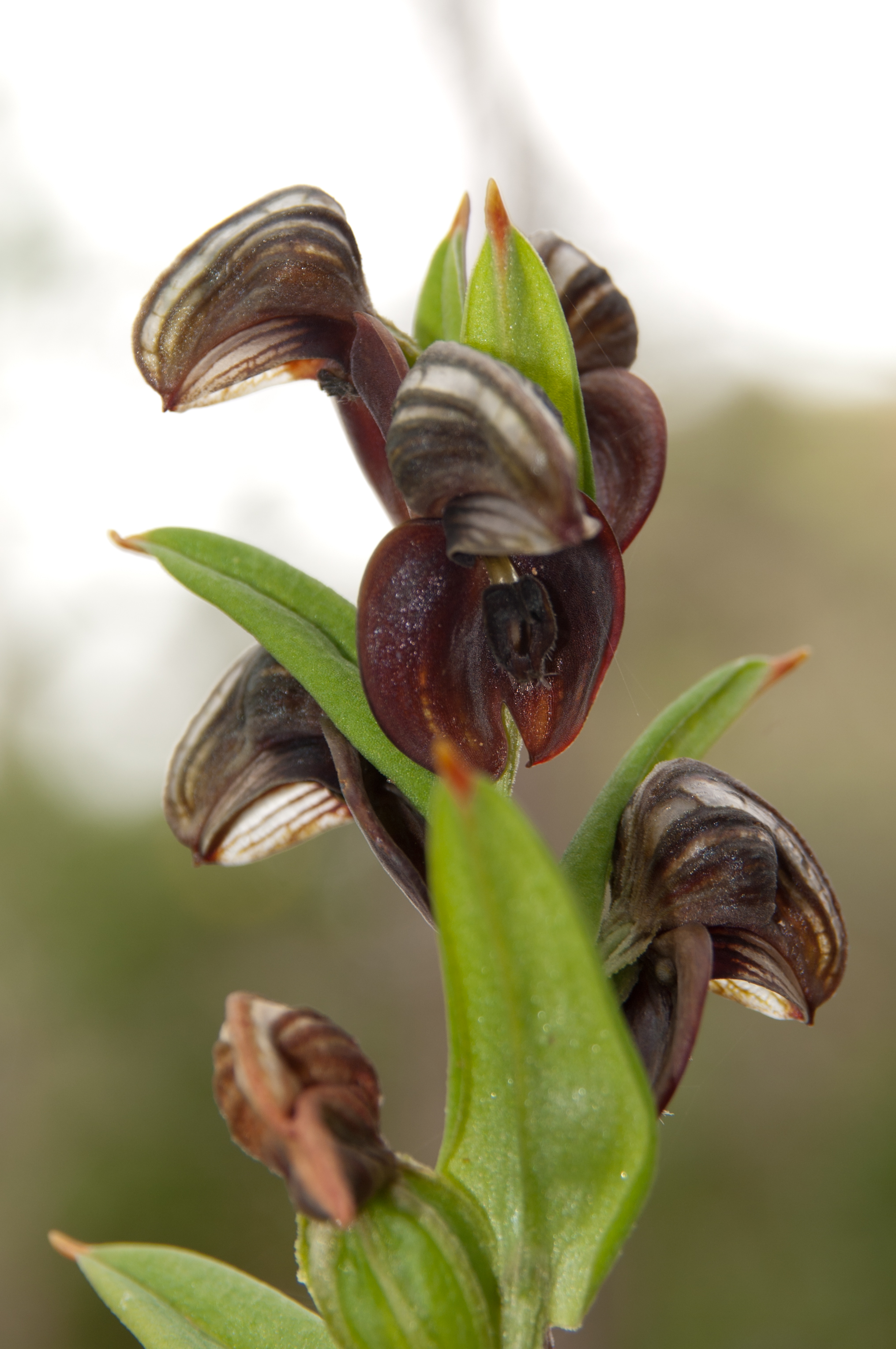
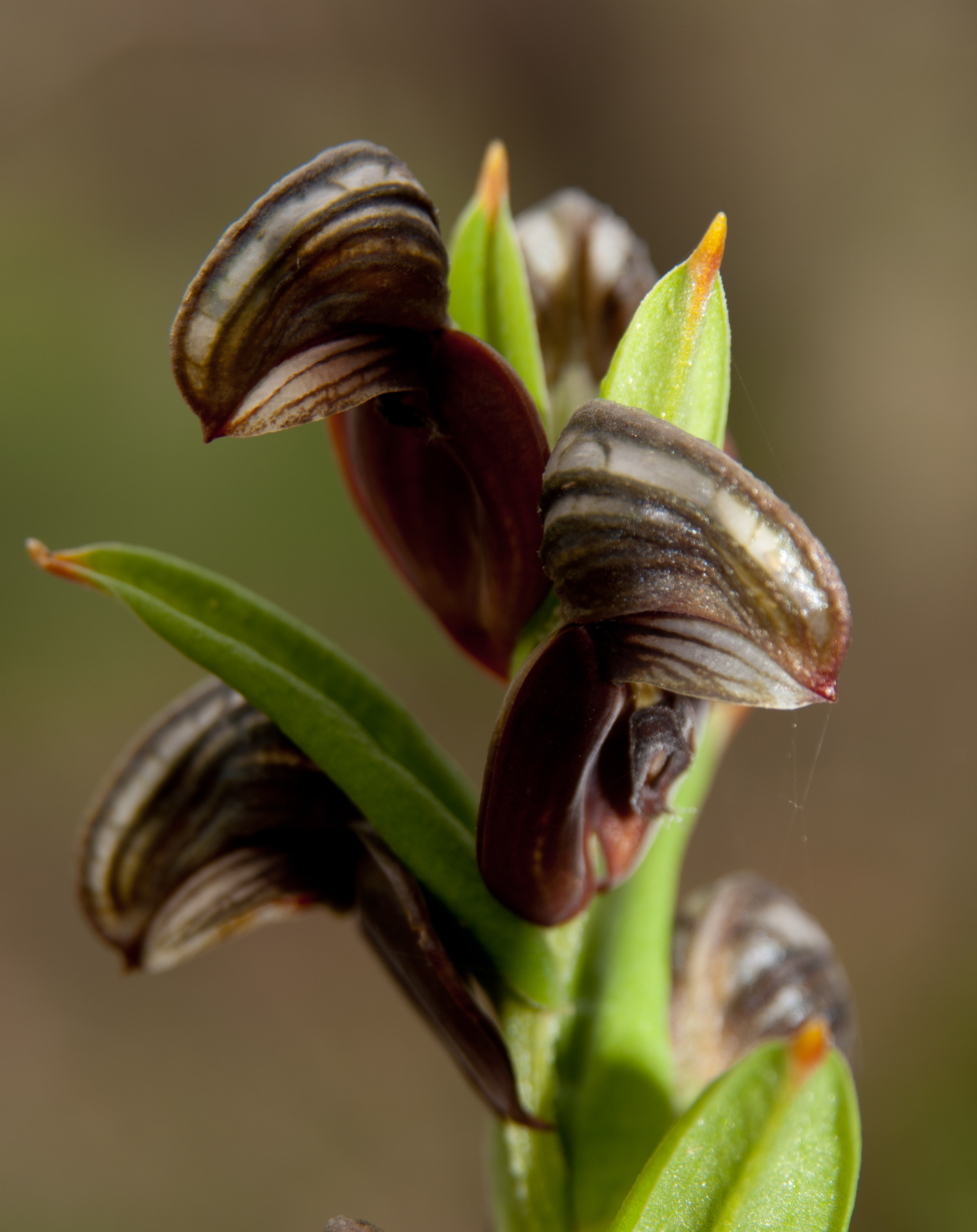